# Léon Barnaud
Pour les articles homonymes, voir Barnaud.
 (décembre 2023).
Léon Barnaud, né à Antibes le 28 décembre 1845 et mort dans cette ville le 29 août 1909, est un vice-amiral français. 

## Historique

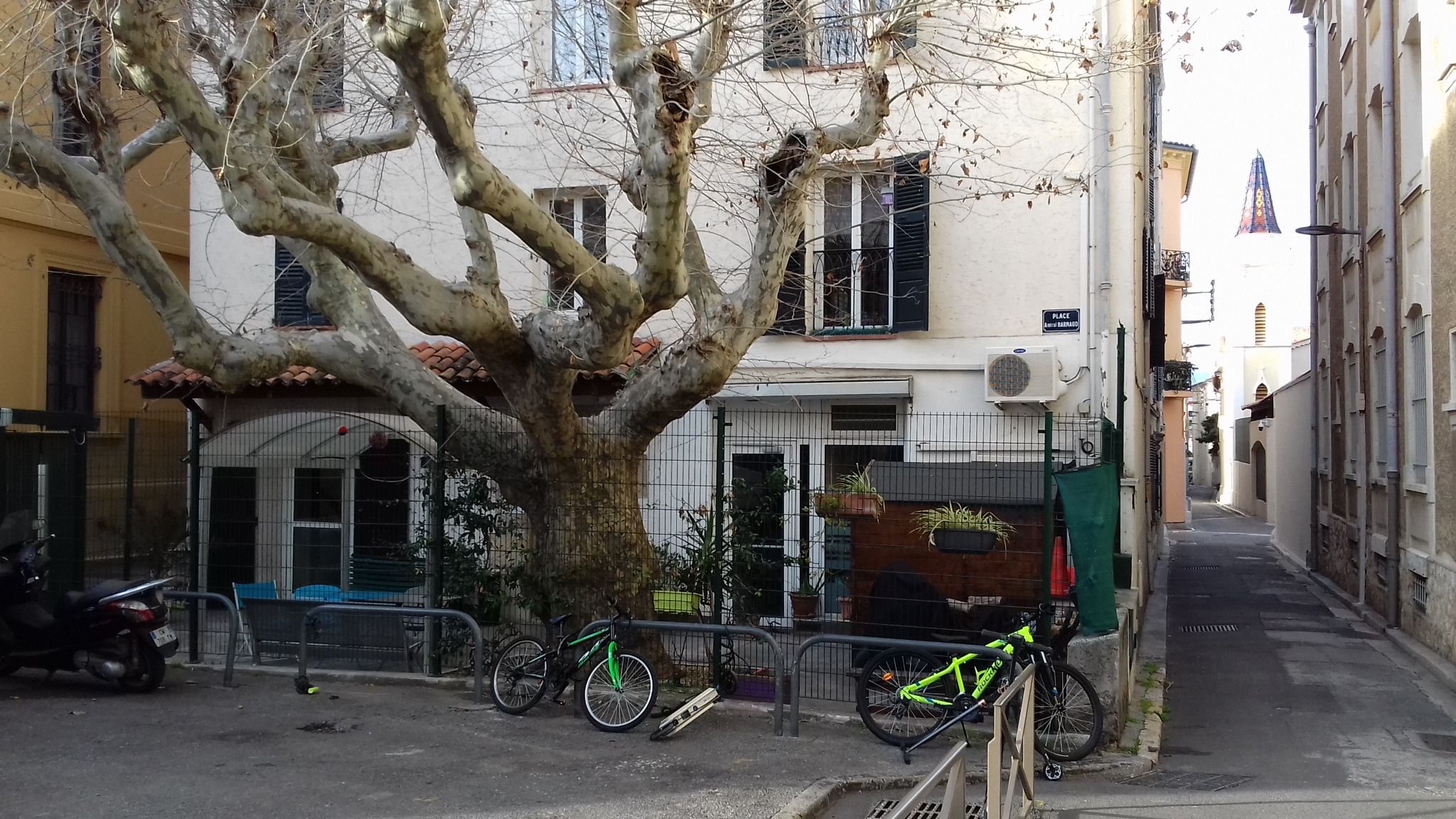
Place Amiral Barnaud à Antibes

Léon Barnaud naît en 1845 à Antibes. Il est le fils de Jean-Joseph Barnaud, négociant, et de Delphine Christine. Son père nourricier est le vice-amiral de Lamornaix (1840-1899). Barnaud entre à l'École navale en 1862 et devient aspirant le 2 octobre 1865. Le 2 octobre 1867, il est enseigne de vaisseau sur la Sybille, ensuite sur le Loiret. En 1873, il est affecté au bataillon de fusiliers marins de Lorient où il est promu lieutenant de vaisseau le 3 août 1875. Il suit les cours de l'École de pyrotechnie et ensuite de l'École des défenses sous-marines, avant de passer sur la Gauloise en escadre d'évolutions de 1878 à 1879. Il est fait Chevalier de la Légion d'honneur le 11 juillet 1880.
En 1881, il est affecté à Toulon. En 1882, il est en mission au Chili pour l'observation du passage de Vénus. En 1883, il devient aide de camp du Préfet maritime du 3e arrondissement de Lorient. Nommé le 3 octobre 1884, il prend le 1er janvier 1886 le commandement de la chaloupe-canonnière Massue dans la division navale du Tonkin.
En 1887, il devient officier d'ordonnance du ministre de la Marine. Le 12 mai 1888, il devient capitaine de frégate en second sur les cuirassés Victorieuse et Dévastation. Il est promu officier de la Légion d'honneur le 30 décembre 1890. En 1891, il prend le commandement du Forbin, puis du croiseur Lalande en Escadre de Méditerranée. 
Le 1er janvier 1894, il est réaffecté à Toulon, où il est promu capitaine de vaisseau le 14 mars 1895 et dans la foulée, il y devient directeur des défenses sous-marines du 5e arrondissement maritime. À partir du 20 septembre 1897, il assure le commandement du cuirassé Courbet (Escadre du Nord). En 1901 et 1902, il sera commandant du croiseur protégé Protet et de la division navale du Pacifique, avant d'être nommé contre-amiral le 21 octobre 1902.
En 1903, il est nommé président de la Commission permanente de contrôle et de révision du règlement d'armement, membre du Comité consultatif de la Marine et de la Commission des phares. De fin 1903 à 1905, il commande une division de l'Escadre de Méditerranée avec pavillon sur le cuirassé Iéna. Dès 1906, il est chargé des services de la Flotte armée. Il est promu vice-amiral en août 1907 et devient président du Comité technique de la Marine le 9 novembre de la même année, et dès 1909, également président du Comité hydrographique.
Le vice-amiral Barnaud meurt le 29 août 1909 à Antibes.

## Distinctions
- Commandeur de la Légion d'honneur (13 juillet 1906)[1]
- Son nom a été donné à une vedette de sauvetage de la SNSM dans sa ville natale d'Antibes, en service actif de 1973 à 1993

## Généalogie
- Léon Barnaud se marie en 1887 avec Marie Fournier (1862-1951), dont:
  - Pierre Barnaud (1891-1970), contre-amiral, se marie le 27 juin 1924 avec Madeleine Foucaud, dont:
    - Dominique-Marie-Jean Barnaud (°1931), vice-amiral.

  - Jacques Barnaud (1893-1962), inspecteur des finances, secrétaire d'État, se marie le 22 novembre 1919 avec Bernadette Arnal